# 井冈山耳蕨
井冈山耳蕨（学名：Polystichum tsingkanshanense）为鳞毛蕨科耳蕨属下的一个种。

## 扩展阅读
- 維基物種上的相關：井冈山耳蕨